# Axinella guiteli
Axinella guiteli är en svampdjursart som beskrevs av Topsent 1896. Axinella guiteli ingår i släktet Axinella och familjen Axinellidae. Inga underarter finns listade i Catalogue of Life.